# 谢尔省沙朗通
谢尔省沙朗通（法語：Charenton-du-Cher，法語發音：[ʃaʁɑ̃tɔ̃ dy ʃɛʁ]）是法国谢尔省的一个市镇，位于该省南部，属于圣阿芒蒙龙区。该市镇总面积47.89平方公里，2009年时的人口为1,045人。

## 人口
谢尔省沙朗通人口变化图示